# Бобкін Олексій Олегович
Олексій Оле́гович Бо́бкін (нар. 23 червня 1991 — 8 червня 2015) — солдат Збройних сил України.

## Життєпис
Під час навчання захоплювався історією України, займвся в дитячо-юнацькій спортивній школі з футболу. По закінченні 2009 року київської гімназії № 154 служив в лавах ЗСУ механіком-водієм БМП. По звільненні працював на Київському авіаційному заводі.
Мобілізований 1 березня 2015-го, сапер інженерно-саперної роти групи інженерного забезпечення, 28-ма окрема механізована бригада; з травня перебував у зоні бойових дій.
8 червня 2015-го загинув поблизу міста Красногорівка — військовий автомобіль наїхав на протитанкову міну та вибухнув — ГАЗ-53 перевозив набої на позиції українських військ. Тоді ж загинули сержант Олексій Герега, старший солдат Сергій Бедрій, солдати Олег Дорошенко, Сергій Керницький, Олександр Мостіпан, Максим Чорнокнижний.
Без Олексія лишилися мама та сестра.
Похований в місті Київ, Берковецьке кладовище.

## Нагороди та вшанування
- Указом Президента України 37/2016 від 4 лютого 2016 року — орденом «За мужність» III ступеня (посмертно)[1].
- 1 квітня 2016 року в київській гімназії № 154 відбувся мітинг-реквієм та відкриття меморіальної дошки в пам'ять Олексія Бобкіна.